# Tag der Erinnerung und der Trauer
Der Tag der Erinnerung und der Trauer ist ein in Russland (russisch День памяти и скорби), Belarus (belarussisch Дзень усенароднай памяці ахвяр Вялікай Айчыннай вайны) und der Ukraine (ukrainisch День скорботи і вшанування пам'яті жертв війни) alljährlich am 22. Juni stattfindender, nicht arbeitsfreier Gedenktag an den Beginn des Deutsch-Sowjetischen Krieges 1941 bis 1945 und die rund 27 Millionen sowjetischen Toten dieses Krieges.
In Russland wurde der Tag mit Erlass Nr. 857 des Staatspräsidenten Jelzin vom 8. Juni 1996 zum Gedenktag erhoben: zur Erinnerung an den 22. Juni 1941, den ersten Tag des deutschen Angriffs auf die Sowjetunion und damit an den Beginn des „Großen Vaterländischen Krieges“, an dessen Opfer sowie zugleich an die Opfer aller anderen Kriege „für die Freiheit und Unabhängigkeit des Vaterlandes“. Insofern ähnelt er dem deutschen Volkstrauertag. Gleiches geschah in der Ukraine mit Erlass Nr. 1245/2000 vom 17. November 2000 des Staatspräsidenten Kutschma.

## Gedenkriten
Am Tag der Trauer und Erinnerung gehen Familien in Russland, Belarus und der Ukraine zum stillen Gedenken an die Kriegstoten auf die Friedhöfe. Dort, wie auch im öffentlichen Raum, werden Kerzen des Gedenkens entzündet. Im staatlichen russischen Fernsehen wird ausführlich des Kriegsbeginns gedacht. Die Nationalflagge wird auf halbmast gesenkt. Landesweit werden Kränze an den Kriegerdenkmälern und auf den Ehrenfriedhöfen niedergelegt, in Moskau am Grabmal des unbekannten Soldaten an der Moskauer Kremlmauer durch die Spitzen von Regierung und Parlament (Staatspräsident Putin, Ministerpräsident Mischustin, Föderationsratsvorsitzende Matwijenko, Dumavorsitzender Wolodin) sowie Vertreter von Veteranenverbänden. Es finden Gedenkgottesdienste statt, auch unter Beteiligung deutscher Kirchenvertreter, und Denkmalseinweihungen – wie 2017 auf dem Wiener Zentralfriedhof – für die zwischen 1941 und 1945 gefallenen sowjetischen Kriegsgefangenen.

## Bedeutung und Bewertung
Der Tag der Erinnerung und der Trauer steht trotz alledem in der Erinnerungskultur Russlands im Schatten des 9. Mai, des Tages des Sieges 1945. Dieser wird politisch und gesellschaftlich als Grund zum Stolz inszeniert und nach außen vermittelt. Das Gedenken an die Kriegstoten gilt den nach vorherrschender Schätzung ca. 27 Millionen sowjetischen Opfern, davon ca. 11 Millionen Soldaten und ca. 16 Millionen Zivilisten oder ca. 14 % der Vorkriegsbevölkerung. Neuste Schätzungen sprechen sogar von bis zu 42 Millionen sowjetischen Kriegstoten; kein anderes Land hat während des Zweiten Weltkriegs mehr Soldaten und Zivilisten verloren. Andererseits leidet die Erinnerung an den 22. Juni 1941 zum einen unter den katastrophalen Anfangsniederlagen der Sowjetischen Armee und wirft zudem die Frage auf, inwieweit Stalin mit seiner Führung, der Ermordung eines großen Teils der Generalität und des Offizierskorps im Großen Terror 1937–1938, seiner mit dem Hitler-Stalin-Pakt verfolgten Expansionspolitik, seiner Außen- und Verteidigungspolitik 1939 bis 1941 sowie dem Terror der Sperreinheiten des NKWD diese Anfangsniederlagen und -verluste mit verursacht hat.
In Deutschland ist der 22. Juni, „ein Tag der Weltgeschichte“ (Matthias Platzeck), dagegen trotz einer Rede des damaligen Außenministers Steinmeier zum 75. Jahrestag am 22. Juni 2016 vor dem Deutschen Bundestag, eher einer der „weißen Flecken in der eigenen Gedenkkultur“, eine „Straßenbefragung nach der Bedeutung des 22. Juni würde hierzulande allgemeine Unkenntnis offenbaren“. Der Tag wurde noch nie besonders beachtet und ist im politischen Kalender bis heute nicht präsent.

## Diverses
Der Beginn der sowjetischen Operation Bagration, die zur Zerschlagung der Heeresgruppe Mitte führte, wurde von der sowjetischen Führung bewusst auf den 22. Juni 1944, exakt auf den Tag drei Jahre nach dem Beginn des Angriffs, gelegt.
In der Geschichtsaufarbeitung fehlt oft der Verweis auf das geheime Zusatzprotokoll des Deutsch-sowjetischen Nichtangriffspakts.